# Timo Katila
Timo Katila (Rauma, 1956) is een hedendaags Fins componist en muziekpedagoog.
Nadat hij muziek, hoofdvak fluit, afgestudeerd had, werd hij leraar voor fluit en muziektheorie aan de muziekschool van de Finse stad Rauma. Hij heeft in verschillende harmonieorkesten van Finland als fluitist meegespeeld. Als componist schrijft hij werken voor harmonieorkest. Hij was onder andere de eerste Finse componist, die een symfonie voor blaasorkest schreef. Verder schreef hij kamermuziek en voor het Finse instrument kantele.

## Werken

### Werken voor orkest
- Concertino voor altsaxofoon en orkest
- Viisi kappaletta huilulle ja orkesterille

### Werken voor harmonieorkest
- 1987 rev.1997 Ouverture voor Wind Band
- 1990 Concertino for alto saxophone, nine winds and timpani
- Ankkuripuiston mestarilaulajat - (The Master Singers of Anchor Park)
  1. Ankkuripuiston mestarilaulajat (The Master Singers of Anchor Park)
  2. Tristan ja isoisä (Tristan und Grandfather)
  3. Lentävä Kortelainen (The Flying Kortelainen-man)
- Meidän jengi - (Our tribe) voor jeugd-harmonieorkest
  1. Värileikki (A game of colours)
  2. Meidän Jengi (Our tribe)
  3. Sambalele
  4. Oravanpesä (Squirrel's nest)
- Symfonie voor Wind Band - Sinfonia puhallinorkesterille

### Kamermuziek
- 1982 Ouverture voor kamerensemble
- 1999 Saxofoonkwartet
- Drie alegonische volksliederen voor fluit, klarinet of viool en kantele met 5 snaren
- Kurhi ja Nääkkeli kahdelle 5-kieliselle
- Sirkuksessa: 4 pientä kappaletta huilulle & pianolle
- Lauluja ja tansseja huilulle ja pianolle